# Brandi Glanville
Brandi Lynn Glanville, född 16 november 1972 i Salinas, är en amerikansk TV-personlighet och författare. Mellan 2011 och 2016 medverkade Glanville i serien The Real Housewives of Beverly Hills.  Hon har också medverkat i filmerna The Hungover Games och Sharknado: The 4th Awakens.
Hon var gift med skådespelaren Eddie Cibrian mellan 1997 och 2010.